# Янис Марис
Йоанис Циримокос (на гръцки: Ιωάννης Τσιριμώκος) е гръцки журналист, сценарист и писател, автор на произведения в жанра криминален роман. Пише под псевдонима Янис Марис (на гръцки: Γιάννης Μαρής).

## Биография и творчество
Йоанис Циримокос е роден на 6 ноември 1916 г. в Скопелос, Гърция. Баща Демостен Циримокос му е съдия. Израства в Ламия, Хиос и Лариса. Завършва право в университета в Солун. Там е пленен от марксистките идеи и се включва към левите студенти и Комунистическата партия. След дипломирането си развива политическа дейност. През 1937 г. напусна Комунистическата партия и се присъединява към социалистите. През 1941 г. участва в създаването на партията Съюз за народна демокрация, а през 1942 г. след окупацията през Втората световна война на Национален освободителен фронт на Гърция.
След края на Втората световна война започва професионално да се занимава с журналистика. Работи към вестник „Борба“ като редактор, журналист и кинокритик. След разкритията на вестника за гръцкия концлагер на Макронисос през 1949 г. той е арестуван и затворен. Освободен през януари 1950 г. е с намесата на Социалистическия интернационал и Александрос Сволос. Работи и в други вестници – „Προοδευτικός Φιλελεύθερος“, „Ελεύθερος Λόγος“, „Αθηναϊκή“, и др.
Първият му криминален роман „Έγκλημα στο Κολωνάκι“ е публикуван през 1953 г. в списание „Семейство“. Сюжетът на романа е на фона на атинския квартал Колонаки, където живеят аристократи, лица от зараждащата се средна класа, и по-бедни жители. В него за първи път се появява емблематичният му герой – полицай Бекас, дебел, елегантен, с мустаци ала Хитлер, прям и местен, и имащ рядко постоянство в дейността си. Той е създаден по модела на френския инспектор Мегре и е обогатен с гръцки елементи. Романът е добре приет от критиката и го утвърждава кота един от първите писатели на криминални романи в Гърция. През 1959 г. романът е екранизиран успешно в едноименния филм.
В продължение на 25 години той пише много криминални романи, около двадесет сценария и две пиеси.
Член е на Съюза на редакторите на вестници, Дружеството на театралните писатели и Асоциацията на филмовите критици. Участва в журналистически мисии в Китай, САЩ, Русия, Испания, Португалия и източните държави.
Йоанис Циримокос умира от рак на мозъка на 13 ноември 1979 г. в Атина.

## Произведения
- Ζήτημα ζωής και θανάτου
- Αμφιβολίες
- Υποψίες
- Αυτόπτης μάρτυς
- Ο δολοφόνος φορούσε σμόκιν
- Σκληρό παιχνίδι
- Μια γυναίκα από το παρελθόν
- Το καλοκαίρι του φόβου
Лятото на страха, изд.: „Народна култура“, София (1983), прев. Петър Евтимов
- Υπόθεση εκβιασμού
- Χωρίς ταυτότητα
- Εκείνη τη νύχτα
- Ιντερμέτζο
- Αύριο και για πάντα
- Έγκλημα στη Μύκονο
- Νυχτερινό τηλεφώνημα
- Διακοπές στη Μύκονο
- Μωρό μου
- Περίπτωσις Χ – Ένα γράμμα στο ταξί
- Ο τέταρτος ύποπτος – Η κυρία της καμπίνας 17 – Μια νύχτα πρωτοχρονιάς
- Κουαρτέτο
- Ζήτημα εμπιστοσύνης
- Χωρίς τίτλο – Ένας ξένος στην πόλη – Γράμμα χωρίς αποστολέα
- Σκοτεινό μεσημέρι
- Απαγωγή
- Ιδιωτική υπόθεση
- Το χαμόγελο της Πυθίας
- Περιπέτεια στο Αγιο Όρος
- Περίπτωση ανάγκης
- Η τρίτη αλήθεια
- Επιχείρηση εκδίκηση
- Ταξίδι χωρίς γυρισμό
- Έγκλημα στο Κολωνάκι
- Η μελωδία του θανάτου
- Έγκλημα στα παρασκήνια
- Επιχείρηση ουράνιο τόξο
- Περιπέτεια
- Το χαμόγελο της Σφίγγας
- Το μεγάλο παιχνίδι
- Μπούμεραγκ
- Ο θάνατος του Τιμόθεου Κώνστα
Черният ангел, изд.: Народна младеж, София (1988), прев. Петър Евтимов
- Η εξαφάνιση του Τζων Αυλακιώτη
- Το μυστικό του άσπρου βράχου
- Επικίνδυνο καλοκαίρι
- Αυστηρώς προσωπικόν
- Έξι εβδομάδες στις ανατολικές χώρες

### Екранизации
- Ο άνθρωπος του τρένου (1958)
- Η Λίζα το 'σκασε (1959)
- Ένας Έλληνας στο Παρίσι (1959)
- Έγκλημα στο Κολωνάκι (1959)
- Καλημέρα Αθήνα (1960)
- Ένας Δον Ζουάν για κλάματα (1960)
- Έγκλημα στα παρασκήνια (1960)
- Λάθος στον έρωτα (1961)
- Ο άντρας της γυναίκας μου (1962)
- Χωρίς ταυτότητα (1963)
- Ο μπαμπάς μου κι εγώ (1963)
- Αμφιβολίες (1964)
- Το πρόσωπο της ημέρας (1965)
- Μια γυναίκα κατηγορείται (1966)
- Οι τελευταίοι του Ρούπελ (1971)
- Ως την τελευταία στιγμή (1972)
- Αντάρτες των πόλεων (1972)
- Ζήτημα ζωής και θανάτου (1973)
- Ο εφιάλτης (1976)
- Το χαμόγελο της Πυθίας (1979)
- O dolofonos... forouse smokin (1985)
- 1985 I exafanisi tou John Avlakioti – ТВ сериал, 18 епизода по романите
- 1987 O thanatos tou Timotheou Konsta – ТВ сериал, 22 епизода по романите
- 1990 To mystiko tou Ari Bonsalenti – ТВ сериал
- 1992 Mia gynaika apo to parelthon – ТВ сериал
- 2008 Oi istories tou astynomou Beka – ТВ сериал, 58 епизода по романите